# Rudi Stipković
Rudi Stipković - Stip (Začretje 24. siječnja 1939. -  Zabok 29. kolovoza 2004.) hrvatski majstor portret karikature
Rudi Stipković je svoj cijeli radni vijek proveo u Sportskim novostima, gdje je i objavio svoju prvu karikaturu 20. rujna 1953. (još kao gimnazijalac), kada se list zvao Narodni sport. Počeo je studij prava, ali crtanje je bilo jače od studija, te se zaposlio u Sportskim novostima kao likovno-grafički urednik lista, SN Revije i Sprinta, te kasnije komentator-karikaturist. U preko 50 godina rada procjenjuje se da je objavio oko 20.000 karikatura, prvenstveno sportaša, ali i političara i drugih osoba iz javnog života.

## Nagrade
- svjetska izložba u Montrealu 1970.  - treća nagrada
- 1980. godine nagrada Pjer za portretnu karikaturu
- 1981. nagrada Društva novinara Hrvatske Zlato pero
- 1995. nagrada Hrvatskog zbora sportskih novinara za životno djelo

Više od samih nagrada govori njegovo djelo, njegova karikatura Dražena Petrovića dovoljno realistično prikazuje Draženovu glavu, ali tu karikaturu vrhunskom čini prikaz ruku u obliku krakova hobotnice koji s loptom radi što želi - istovremeno simboličan i realističan prikaz čarobnjaka košarke.

## Knjige
- Fadil Hadžić: Rudi Stipković Globus 1991. Zagreb

## Vanjske poveznice
- Online galerija karikatura Rudija Stipkovića na stranicama www.krapina.net  Arhivirana inačica izvorne stranice od 16. svibnja 2008. (Wayback Machine)